# Lê Toàn Thư
Lê Toàn Thư (1921 - 2001). Ông tên thật là Nguyễn Tất Văn - quê quán xã Bạch Cừ, huyện Gia Khánh (nay là huyện Hoa Lư) tỉnh Ninh Bình.
Ông là một nhà lão thành cách mạng Việt Nam, nguyên Chánh Văn phòng Tổng bộ Việt Minh ,  Ủy viên Thường vụ  Xứ ủy Nam Bộ; Ủy viên dự khuyết Ban Chấp hành Trung ương Đảng Lao động Việt Nam khoá III, nguyên Phó trưởng Ban Tổ chức trung ương, Phó trưởng ban Thống nhất Trung ương, Ủy viên T.Ư Mặt trận DTGP miền Nam, Phó trưởng Ban Công tác Quốc tế  nhân dân T.Ư, Phó trưởng Ban Dân vận và Mặt trận T.Ư, Ủy viên Ủy ban T.Ư MTTQ Việt Nam, Bí thư Tỉnh ủy Thái Bình.

## Quá trình hoạt động cách mạng
• Ông đỗ bằng cao đẳng tiểu học ở quê, rồi lên học tại trường Bưởi, Hà Nội.
• Năm 1937 ông tham gia thành lập nhóm Thanh niên dân chủ trong học sinh, sinh viên tại trường Bưởi, Hà Nội.
• Năm 1940 ông được kết nạp vào Đảng Cộng sản Đông Dương. Ông mở rộng tổ chức hoạt động nghiên cứu chủ nghĩa Mác, tuyên truyền giác ngộ cách mạng trong học sinh, sinh viên, thanh niên Hà Nội và các tỉnh phụ cận.
• Năm 1942 ông làm thơ ký cho đồng chí Hoàng Văn Thụ rồi thơ ký cho đồng chí  Trường Chinh ở Ban Tuyên truyền Trung ương, sau làm biên tập viên báo Cứu quốc Trung ương, trong Ban cán sự Đảng tỉnh Phúc Yên.  
• Năm 1943 ông bị địch bắt, giam cầm tại Hà Nội, Côn Đảo. Trên cùng chuyến tàu thủy đi Côn Đảo  có các ông Nguyễn Thọ Chân, Trần Diệp, Mai Chí Thọ, Nguyễn Đức Thuận, Vũ Xuân Chiêm, Nguyễn Văn Vịnh, Phan Trọng Tuệ...
• Tháng 8/1945, Cách mạng thành công, ông được chính quyền cách mạng đón về Nam Bộ. Làm Trưởng Ban Thanh vận tỉnh Hậu Giang, sau làm Bí thư Huyện ủy Trà Ôn ( Cần Thơ).
- Năm 1946-6/1947 Tham gia Thành ủy Hải Phòng, Liên tỉnh ủy viên Hải Phòng - Kiến An, Phó chủ tịch, rồi chủ tịch  Ủy ban KCHC Liên tỉnh Hải Phòng - Kiến An.
- 7/1947-2/1948 Bí thư Tỉnh ủy Thái Bình.
- Từ 2/1948 công tác tại Tổng bộ Việt Minh, làm Chánh Văn phòng. Làm thơ ký cho đồng chí Hoàng Quốc Việt.

### Công tác tại  Nam Bộ
• Năm 1948 ông tham dự Hội nghị cán bộ toàn quốc đến tháng 9 thì nhận nhiệm vụ vào Nam Bộ công tác.
• Ban đầu ông làm Thư ký riêng cho Ủy viên Thường vụ Trung ương Lê Đức Thọ.
- Từ năm 1949 đến năm 1954 là Xứ ủy viên Nam Bộ, Trưởng Ban Tổ chức, Trưởng Ban kiểm tra  Xứ ủy Nam Bộ.
- Từ tháng 10 năm 1954 đến năm 1960 là Thường vụ Xứ ủy Nam Bộ, Trưởng Ban Tổ chức rồi Trưởng Ban tuyên huấn Xứ ủy.

• Sau Hiệp định Genève 7/1954 ông được phân công ở lại Miền Nam, tham gia  Thường vụ  Xứ ủy Nam Bộ dưới sự lãnh đạo của Bí thư xứ ủy Lê Duẩn.
• Trong những năm đen tối, cách mạng Miền Nam bị chính quyền Ngô Đình Diệm đàn áp dã man, ông là người kiên định bám phong trào, cùng Thường vụ Xứ ủy chỉ đạo  công việc, xây dựng cơ sở, góp phần giúp ông Lê Duẩn hoàn thành "Đề cương cách mạng Miền Nam Việt Nam".

### Công tác tại Hà Nội
• Sau đó ông ra Bắc. Tại Đại hội Đảng III (9/1960) ông được bầu làm Ủy viên Dự khuyết Ban chấp hành Trung ương Đảng Lao động Việt Nam.
• Ông từng giữ các cương vị công tác:
- Phó trưởng Ban Tổ chức trung ương Đảng
- Tháng 6/1962, làm Trưởng Đoàn đại diện Mặt trận Dân tộc giải phóng Miền Nam Việt Nam tại Cuba
- Tháng 3/1963 làm Phó Trưởng ban Thống nhất Trung ương.
- Tháng 6/1974 làm Phó Trưởng ban Công tác Quốc tế nhân dân của Trung ương Đảng.
- Tháng 1/1978 Phó trưởng Ban Dân vận và Mặt trận Trung Ương
- Năm 1982 ông nghỉ hưu tại Thành phố Hồ Chí Minh.
• Ông mất ngày 10 tháng 10 năm 2001, thọ 80 tuổi.

## Gia đình
- Vợ: Lê Thị Phước (hay Đoàn Kim Bình), nguyên Hiệu trưởng Trường Múa Việt Nam, Bộ Văn hóa.
- Các con trai ông là: Lê Tất Thắng (Vụ phó Ban Tuyên giáo Trung ương, Văn phòng phía Nam); Lê Toàn Thịnh (nhà báo); Lê Toàn Duy Hiệp (luật sư); Lê Toàn Thắng Mỹ (cử nhân luật).

## Vinh danh
Do các đóng góp của ông cho sự nghiệp giải phóng dân tộc, bảo vệ, xây dựng Tổ Quốc. Năm 1992 ông được Đảng, Nhà nước tặng thưởng:
```
Huân chương Hồ Chí Minh
```

và nhiều huân, huy chương cao quý khác.